# Rytis Vaišvila
Rytis Vaišvila, (nacido el 23 de mayo de 1971 en Klaipėda, Lituania) es un exjugador y entrenador de baloncesto lituano. Con 1.93 de estatura, su puesto natural en la cancha era el de base.

## Trayectoria
- Atletas Kaunas (1992-1994)
- Alytus Alita (1996-1999)
- ToPo Helsinki (1999-2000)
- Ural Great Perm (2000-2002)
- Szolnoki Olaj (2002-2003)
- Skonto Rīga (2003-2004)
- Würzburg Baskets (2004)
- SPU Nitra (2004-2005)
- Kecskeméti (2005-2007)